# Mimetaster hexagonalis
Il mimetastro (Mimetaster hexagonalis) è un artropode enigmatico, vissuto nel Devoniano inferiore (circa 390 milioni di anni fa). I suoi resti fossilizzati sono stati ritrovati nel giacimento di Hunsruck, in Germania.

## Descrizione
L'aspetto di questo animale (lungo generalmente 4 centimetri) era decisamente insolito, a causa della forma e delle dimensioni del suo capo. Quest'ultimo era composto da un grande scudo cefalico, nella cui parte ventrale si originavano tre paia di appendici uniramate. Il primo paio era costituito da antenne sottilissime e segmentate, mentre il secondo e il terzo erano molto più massicci. Queste due paia di appendici dovevano essere utilizzate per la locomozione; in particolare il secondo paio, superiore alla lunghezza del corpo. La parte centrale della testa era lunga un quinto dell'animale e costituiva un punto di articolazione per sei lunghe spine che si sviluppavano lateralmente allo scudo. Due lunghi peduncoli, infine, sorreggevano due occhi composti. Il torace era costituito da tredici segmenti dalle dimensioni sempre più piccole via via che si procedeva verso la parte posteriore dell'animale. Ognuno di questi segmenti (somiti) portava due appendici biramate di dimensione decrescente.

## Classificazione

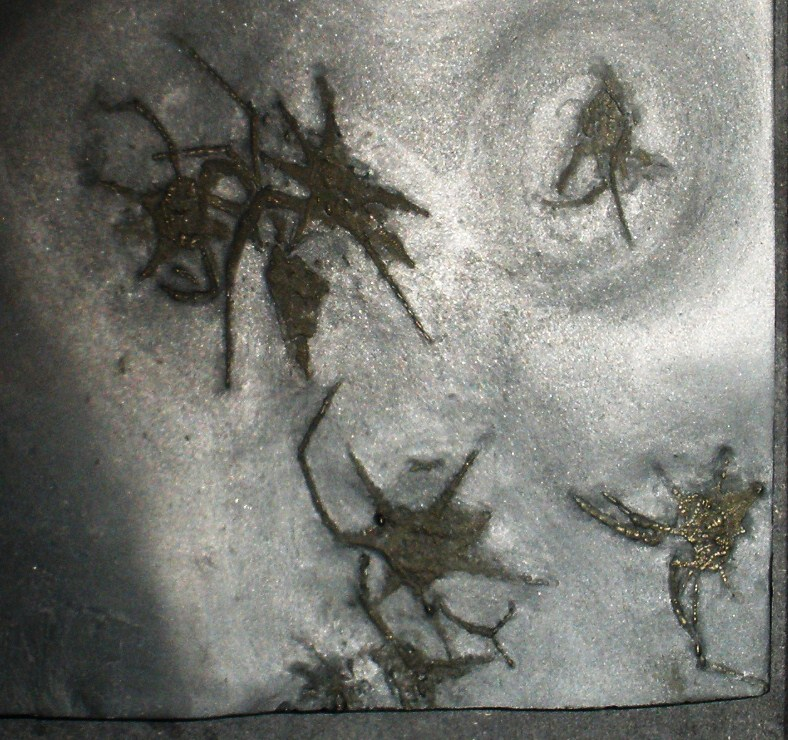
Fossili di Mimetaster

Il mimetastro è stato studiato approfonditamente da Stürmer e Bergström (1976). Questo organismo è chiaramente uno stretto parente dell'enigmatica Marrella del Cambriano di Burgess Shales; l'esemplare del Devoniano, però, ha portato all'estremo le specializzazioni già presenti nell'organismo cambriano. Questi due organismi fanno parte del gruppo dei marrellomorfi (Marrellomorpha) insieme ad altre forme poco note, come Furca (Ordoviciano del Marocco e della Boemia), Xylokorys (Siluriano dell'Inghilterra) e Vachonisia, rinvenuta nei medesimi strati che hanno restituito i resti di Mimetaster.